# ケレディジョン
ケレディジョン（英語:Ceredigion、ウェールズ語:Sir Ceredigion）は、ウェールズ中西部のプリンシパル・エリア（州）。
1282年にカーディガンシャーとして創設し、1996年にケレディジョンの名の下で、カウンティは再構成された。現在のカウンティは、かつての歴史的カウンティのカーディガンシャーと、多かれ少なかれほぼ一致している。